# Budziłówka
Budziłówka (ukr. Будилівка) – wieś w rejonie radomyskim obwodu żytomierskiego.